# José Agostinho de Macedo

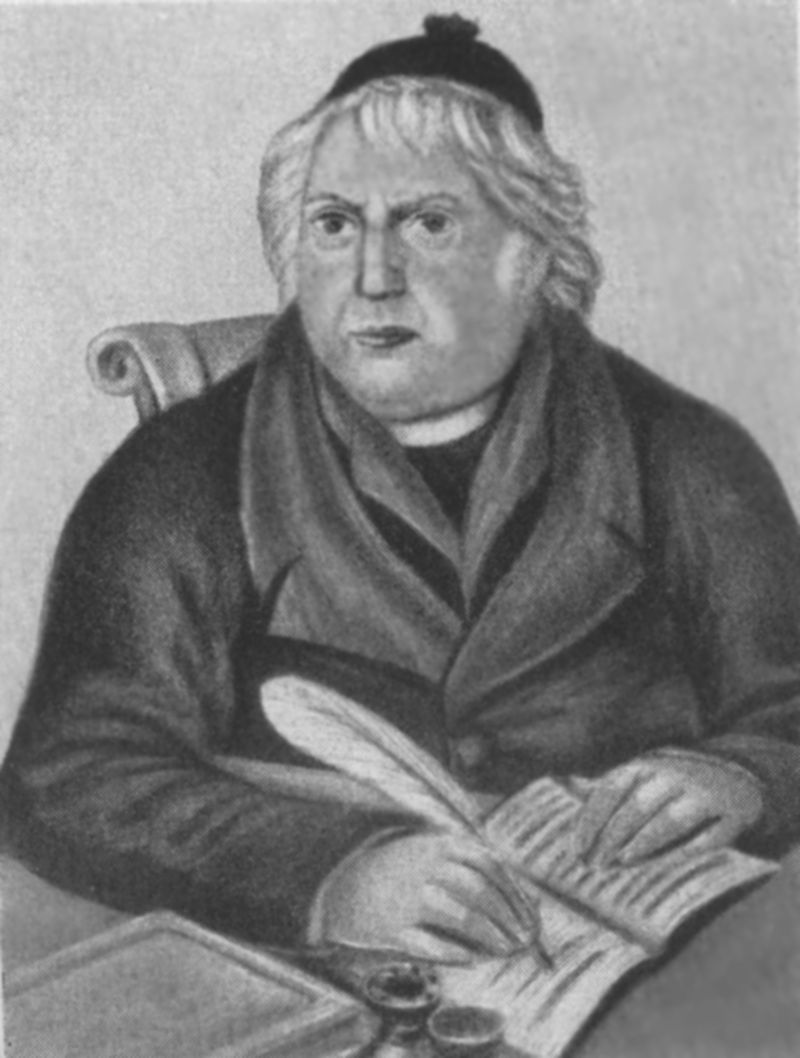
José Agostinho de Macedo.

José Agostinho de Macedo, född 11 september 1761, död 2 oktober 1831, var en portugisisk författare och predikant.
Macedos obändiga och hätska lynne, som föranledde hans uteslutandet ur augustinorden, drev honom i strid med klassicitetens representant Manuel Maria Barbosa du Bocage och egentligen nästan alla betydande författare i Portugal. Hans episk-satiriska dikt Os burros (Åsnorna, 1812) och hans epos Gama (1811, ny upplaga med titeln O Oriente 1814) är försök att nedsätta Luís de Camões. Macedos didaktiskt-filosofiska dikter Natureza och Meditação är torra, hans satirer Cartas med flera är mera elaka än kvicka.